# Alianza Anticomunista Brasileña
La Alianza Anticomunista Brasileña (Aliança Anticomunista Brasileira en portugués y acortado comúnmente como AAB) fue una organización terrorista brasileña de extrema derecha que actuó durante la dictadura militar en Brasil, responsable de varios atentados con explosivos. El grupo es conocido por las explosiones contra la Asociación Brasileña de Prensa, la orden de abogados de Brasil y contra el  Centro Brasileiro de Análise e Planejamento (Cebrap), una 
institución de estudios e investigación en ciencias sociales y humanidades. El grupo también ganó notoriedad al atacar con explosivos la casa del empresario y periodista Roberto Marinho.

## Contexto
A principios de la década de 1960, surgieron en Brasil los primeros grupos cívico-militares anticomunistas, que utilizaron tácticas violentas, siendo los principales el Movimiento Anticomunista (MAC) y el Comando de Caza a los Comunista (CCC). 
Estos grupos practicaron, incluso bajo el gobierno de João Goulart, actos de terrorismo que continuaron hasta principios de la década de 1970. Al principio, el foco de estos grupos fue detener el avance de la izquierda en Brasil, durante la Guerra Fría en Brasil, ya que el miedo al comunismo era generalizado. Estos grupos que actuaron de manera intensa de 1961-1964, para evitar que militantes comunistas emularan los logros de la Revolución cubana, y otros conflictos, además de ser más común en las movilizaciones populares demandas como la reforma agraria y la reforma política (que exigía el derecho del voto para los analfabetos), y similares.
Después del Golpe de Estado, la atención se centró en la formación de "comunidades de seguridad" donde civiles y militares de las agencias oficiales de inteligencia y represión se dividieron en varios grupos paramilitares (incluyendo algunos miembros de la AAB) para identificar, perseguir y torturar a los opositores al régimen. La AAB se inspiró en su nombre el escuadrón de la muerte argentino Triple A. Según la historiadora Maud Chirio menciona que existe evidencia de que estos grupos anticomunistas tenían vínculos con las agencias de inteligencia de las Fuerzas Armadas de Brasil, ya que no hubo investigaciones tratando de desarticular estos grupos. La historiadora también destacó que no existen documentos que impugnen los actos de estos grupos en los archivos y que el Servicio Nacional de Información (SNI) ha "tratado de ocultar" los ataques.

## Ataques relevantes
El 19 de agosto de 1976, militantes de la Alianza Anticomunista Brasileña detonaron un explosivo en las oficinas de la Asociación Brasileña de Prensa en Río de Janeiro, destruyendo dos baños cerca de la oficina presidencial sin dejar personas heridas. El mismo día pero horas después cuando se encontró otra bomba en el palco de fuerza de la sede del Colegio de Abogados de Brasil (OAB), en Río de Janeiro, sin dejar perdidas humanas.
El 9 de septiembre el AAB sigue con su seguidilla de atentados, esta vez contra el Centro Brasileiro de Análise e Planejamento, un instituto de investigación en ciencias sociales. El 22 de septiembre, el obispo dom Adriano Hipólito fue secuestrado cerca de su casa en Nova Iguaçu, golpeado, abandonado desnudo y su cuerpo pintado de rojo en un matorral de Jacarepaguá. Luego, su automóvil fue trasladado a las inmediaciones de la Conferencia Nacional de Obispos de Brasil (CNBB), en Glória, y destruido en una explosión.
Esa misma mañana, el presidente de Organizações Globo, Roberto Marinho, también FUE víctima de un atentado, una bomba explotó en el techo de su residencia en Cosme Velho (un suburbio de Río de Janeiro), destruyendo parte del segundo piso. Después de estos ataques, el grupo entró en una fase de inactividad.
El grupo Aliança Anticomunista Brasileira se atribuyó la responsabilidad de algunos de estos ataques, pero las autoridades no identificaron a nadie. Se censuró toda una cuadra del noticiero del Jornal Nacional del 23 de septiembre, que estaría íntegramente dedicado al secuestro y a los ataques con explosivos, sin que pudieran salir al aire. El grupo también clamo el ataque a la sede del diario independiente Opinión, sucedido el 15 de noviembre y semanas después de diciembre, la sede de la Editora Civilização Brasileira también fue atacada por el grupo, causando daños materiales.